# Foro Boario

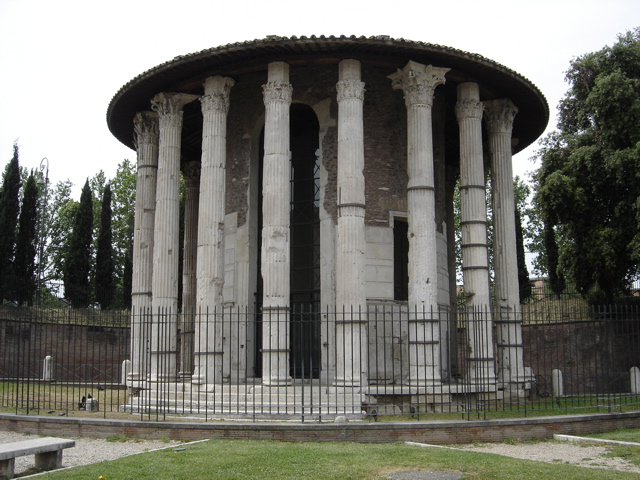
Templo de Hércules Víctor en el Foro Boario.

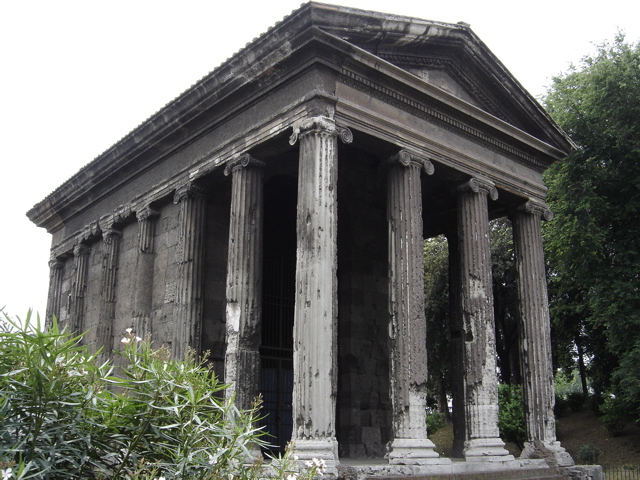
Templo de Portunus en el Foro Boario.

El Foro Boario (Forum Boarium o Bovarium en latín) era una zona de la antigua Roma situada en la ribera izquierda del río Tíber, entre el Campidoglio y el Aventino. También se conocía como tal una plaza inserta en la misma zona, en la cual se producía el mercado de animales.

## Descripción
Los límites de dicha área se encontraban entre el Circo Máximo al suroeste, el Velabro al noroeste donde se encontraba el Arco de Jano y el Arco de los Argentarios, una puerta monumental que daba ingreso al área, el Vicus Iugarius, hacia la pendiente del Campidoglio al norte, el Tíber al oeste, y el Aventino al sur. La zona se encontraba dividida entre las regiones augusteas VIII (Forum Romanum) y XI (Circus Maximus)
Se trataba del área del mercado de la ciudad antigua, colocada en el punto en el que confluían los caminos que atravesaban el valle de río Tíber, y aquellos que conectaban la Etruria con la Campania, zonas dominadas por los etruscos y los griegos respectivamente. En esta confluencia se encontraba la Isla Tiberina, fácil de vadear, y que en parte fue responsable de la ubicación de Roma en su solar. Esta zona era frecuentada por mercaderes griegos ya en la época de la fundación de la ciudad, en la mitad del siglo VIII a. C. La ribera del río constituía el puerto fluvial de Roma (portus Tiberinus), que, como toda el área, estaba abierta a los extranjeros, y por lo tanto considerada externa al perímetro de la ciudad, y ubicada fuera de las Murallas Servianas. Aquí se encontraba un antiquísimo santuario, el altar máximo de Hércules, dedicado a una divinidad local asimilada al Melkart fenicio en un primer momento, y más tarde a Hércules.
Durante la monarquía, se construyó el Puente Sublicio, de madera, obra de Anco Marcio mientras que durante el reinado de Servio Tulio, y como imitación de un santuario de la ciudad portuaria etrusca de Pyrgi, se construyó un segundo templo dedicado a la Fortuna, y a la Mater Matuta, cuyos restos han salido a la luz en las excavaciones del área sacra de San Omobono.
Tanto el mercado como el puerto tiberino permanecieron bastante tiempo fuera del perímetro ciudadano, aunque la parte más alejada del río se ve englobada en la ampliación de las murallas en el siglo IV a. C., donde se abría la Puerta Trigemina. En este lugar es donde en 264 a. C. se produjo el primer combate de gladiadores, como parte de los juegos fúnebres en honor de Junio Bruto Pera.
En la misma zona fue colocada una estatua de bronce dorado representando un toro. La escultura provenía de la conquista de Egina, por obra del cónsul Publio Sulpicio Galba en 210 a. C. El foro Boario, probablemente a causa de su naturaleza y su localización, fue objeto de incendios en los años 213 a. C., 203 a. C. y 196 a. C., y de inundaciones en 363 a. C., 202 a. C., 193 a. C. y 192 a. C. Existían en el lugar diversos edificios de culto: los ya citados santuarios del Ara Máxima de Hércules, el de la Fortuna, y el de la Mater Matuta, entre otros.

## Monumentos romanos
- Arco de Jano
- Arco de los Argentarios
- Templo de Hércules Víctor
- Templo de Portunus